# Zaida Ben-Yusuf

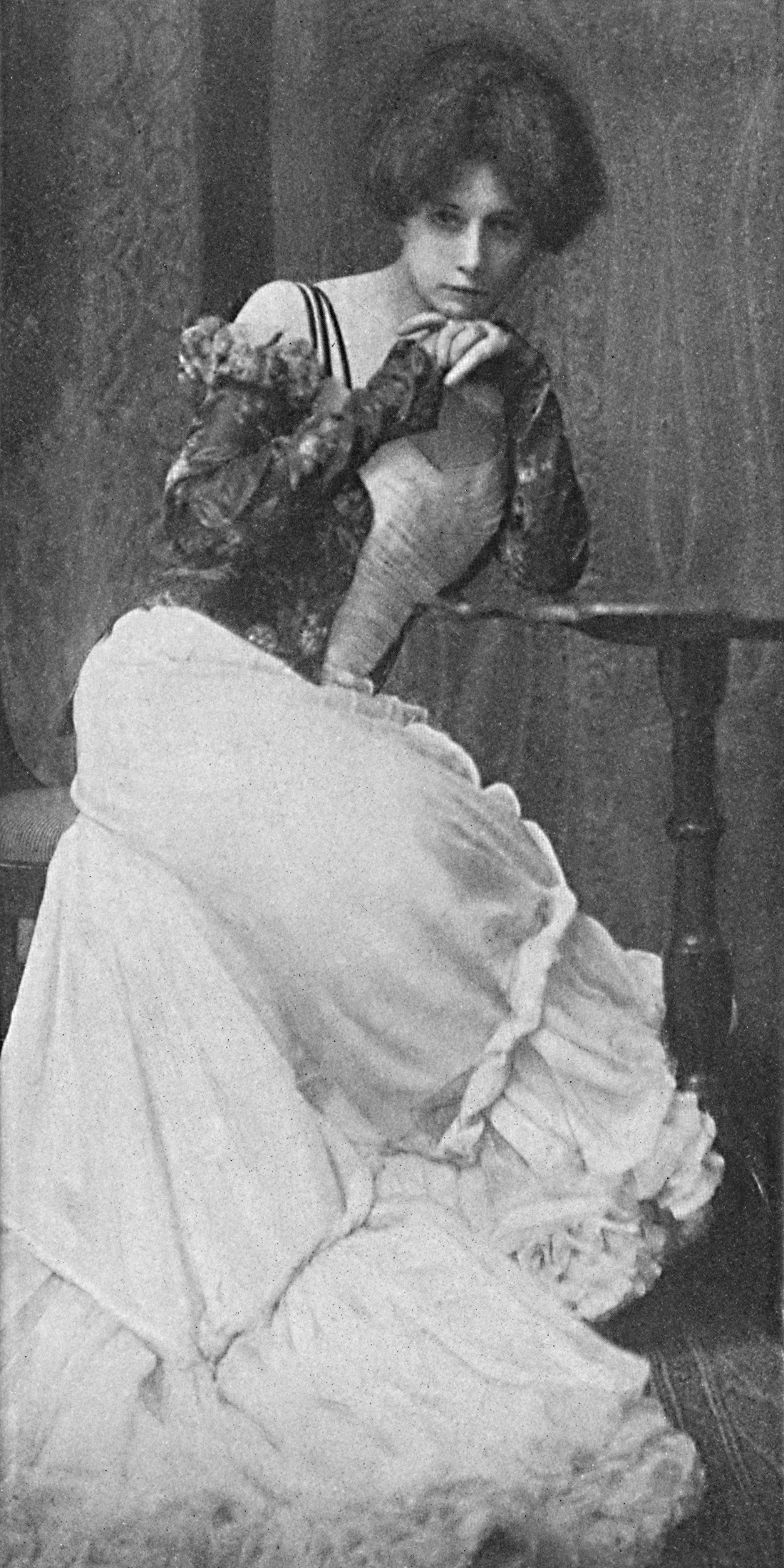
Selbstporträt von Zaida Ben-Yusuf, 1901

Zaida Ben-Yusuf, geborene Esther Zeghdda Ben Youseph Nathan (* 21. November 1869 in London, Großbritannien; † 27. September 1933 in Brooklyn, USA) war eine in New York ansässige Porträtfotografin und bekannt für ihre künstlerischen Porträts von reichen, modischen und bekannten US-Bürgern gegen Ende des 19. und zu Beginn des 20. Jahrhunderts. In London geboren, wurde sie im Laufe ihres Lebens US-amerikanische Staatsbürgerin. 1901 bezeichnete sie das Ladies Home Journal zusammen mit fünf weiteren Fotografinnen als „die führenden Fotografinnen in Amerika“. Im Jahr 2008 stellte die Smithsonian National Portrait Gallery in Washington, D.C. eine Ausstellung zusammen, die allein Ben-Yusufs Schaffen gewidmet war, und brachte sie damit als Schlüsselfigur in der frühen Entwicklungsphase der hohen Kunst der Fotografie in die Erinnerung zurück.

## Frühes Leben
Zaida Ben-Yusuf war die älteste Tochter der aus Berlin stammenden Anna Kind Ben-Youseph Nathan und des Algeriers Mustapha Moussa Ben Youseph Nathan. Im Jahr 1881 trennte sich Anna Ben-Yusuf von ihrem Ehemann und lebte gemeinsam mit ihren vier Töchtern Zaida, Heidi, Leila und Pearl in Ramsgate, wo sie als Gouvernante arbeitete. In den späten 1880er Jahren emigrierte Anna Ben-Yusuf in die USA und eröffnete 1891 in der Washington Street in Boston ein Hutmacher-Geschäft.
1895 folgte Zaida Ben-Yusuf den Fußstapfen ihrer Mutter und emigrierte ebenfalls in die USA, wo sie als Hutmacherin in der 251 Fifth Avenue in New York arbeitete. Auch nach dem Beginn ihrer Karriere als Fotografin war sie noch eine Zeit lang in diesem Beruf tätig und schrieb einige Artikel für den Harpers Bazaar und das
Ladies Home Journal über die Hutmacherei.

## Fotografisches Wirken

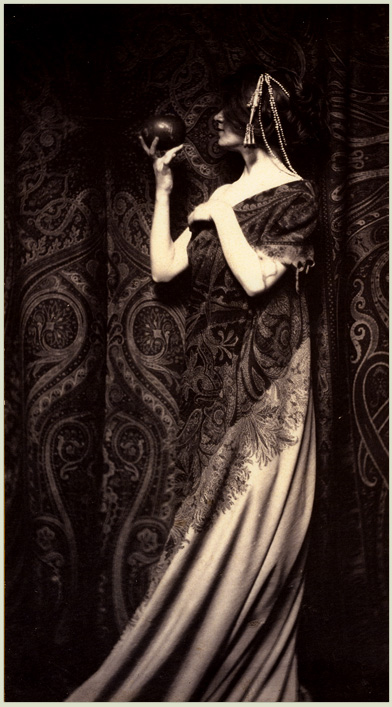
The Odor of Pomegranates (1899)

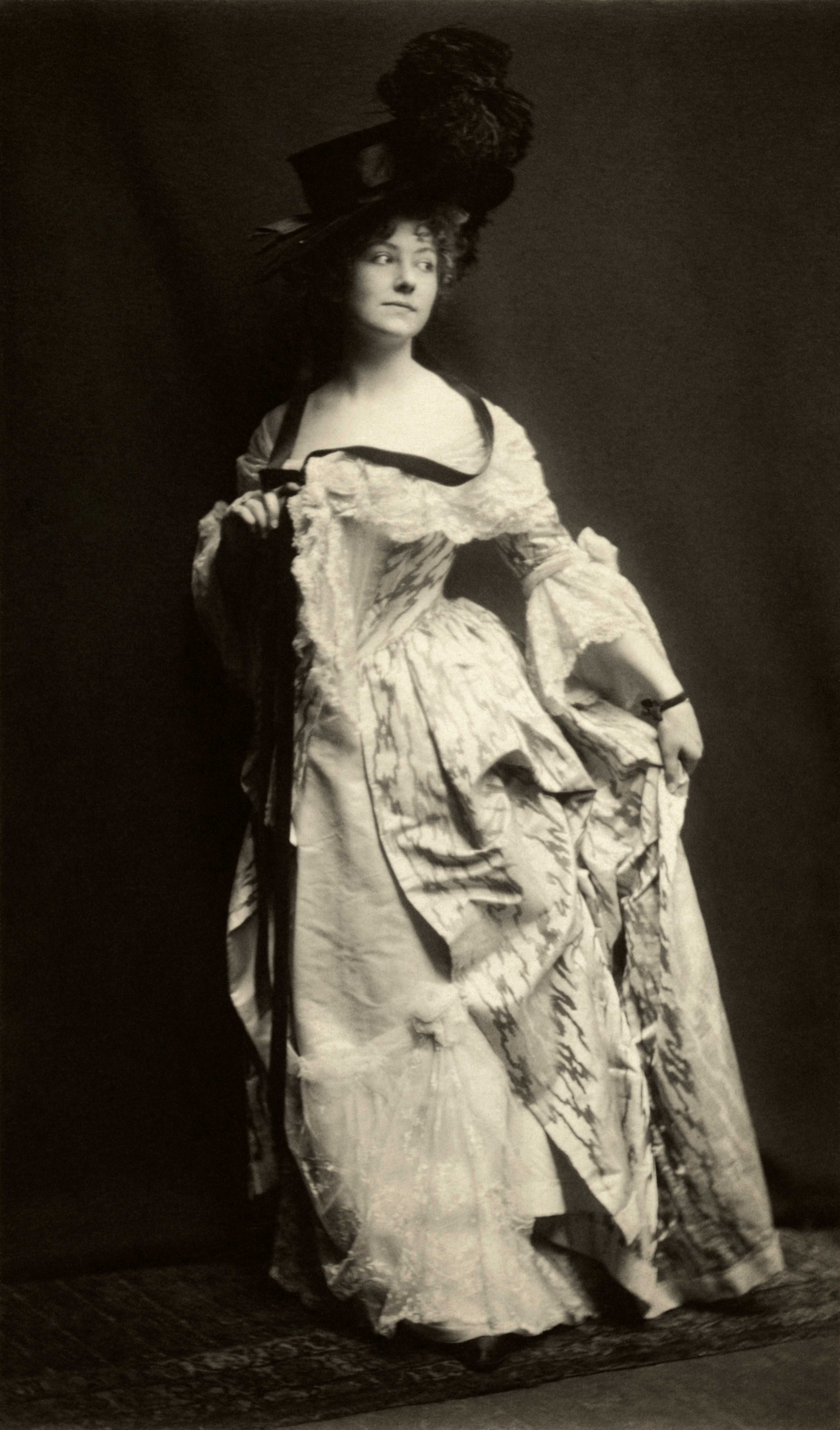
Elsie Leslie als Lydia Languish in The Rivals von Richard Brinsley Sheridan (1899)

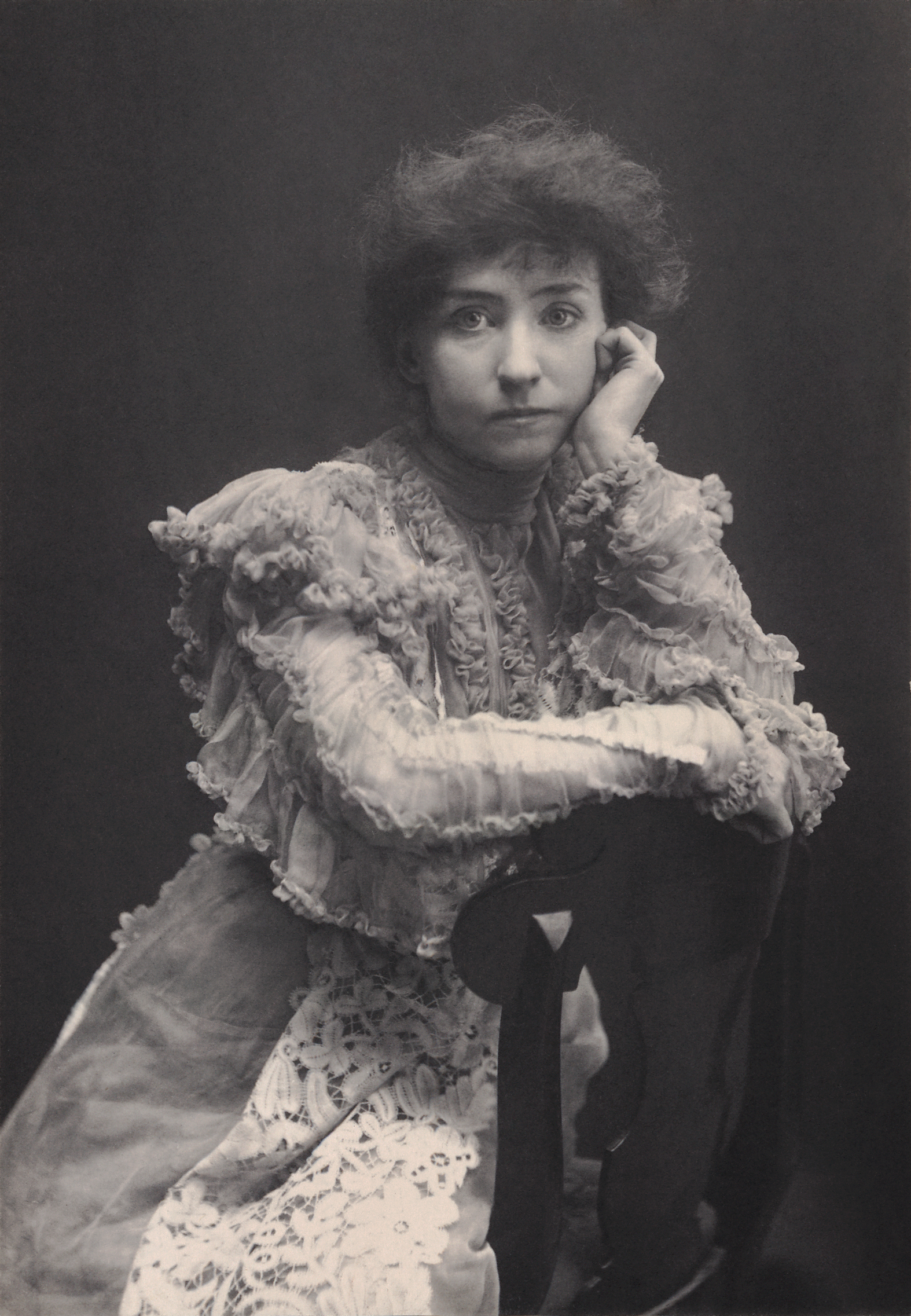
Mrs. Fiske, „Love finds the way“ (1896)

Zaida Ben-Yusuf wurde ab 1896 zunehmend als Fotografin bekannt. Im April 1896 erschienen zwei ihrer Fotos im Cosmopolitan Magazine, andere ausgewählte Bilder waren Teil einer Londoner Ausstellung, die vom Linked Ring zusammengestellt worden war. Sie reiste später in diesem Jahr nach Europa und traf dort mit George Davison, einem der Mitgründer des Linked Ring, zusammen, der sie darin bestärkte, ihre fotografischen Arbeiten fortzusetzen. Sie nahm ab diesem Zeitpunkt an den jährlichen Ausstellungen des Linked Ring bis 1902 teil.
Im Frühling 1897 eröffnete Ben-Yusuf ihr Porträt-Fotostudio in der 124 Fifth Avenue in New York. Am 7. November 1897 erschien im New York Tribune ein Artikel über ihr Studio und ihre Arbeit zur Erstellung von Werbeplakaten, gefolgt von einem weiteren Artikel am 30. Dezember im Frank Leslie's Weekly. Im Jahr 1898 konnte sie ihre Bekanntheit als Fotografin weiter steigern, als zehn ihrer Fotografien im Rahmen der 67. jährlichen Ausstellung der American Institute Fair gezeigt wurden und ihr Porträt der Schauspielerin Virginia Earle den dritten Platz gewann:„She won a third bronze prize medal (class i. Portraits) on a full lengthportrait of Miss Virginia Earle“. Im November 1898 stellte Zaida gemeinsam mit Frances Benjamin Johnston ihre Werke im The Camera Club of New York aus.
1899 traf Zaida F. Holland Day in Boston und wurde von ihm fotografiert. Sie zog mit ihrem Studio in die 578 Fifth Avenue und nahm an einer Reihe von Ausstellungen teil, darunter der zweite Philadelphia Photographic Salon. In einer Vielzahl von Publikationen erschienen Berichte über sie, unter anderem ein Artikel über weibliche Fotografen im American Amateur Photographer sowie ein Langbeitrag in der Photographic Times, in dem sie von Sadakichi Hartmann als eine „interessante Vertreterin der Porträtfotografie“ beschrieben wurde.
1900 stellten Zaida und Johnston eine gemeinsame Ausstellung über amerikanische Fotografinnen für die Weltausstellung in Paris zusammen. Zaida steuerte fünf Porträts zu dieser Ausstellung bei, die anschließend auch in Sankt Petersburg, Moskau und Washington, D.C. zu sehen waren. Zaidas Werke wurden ebenfalls für die Royal Photographic Society in London im Rahmen der von F. Holland Day organisierten Ausstellung The New School of American Photography gezeigt. Vier ihrer Porträts wurden von Alfred Stieglitz für die internationale Ausstellung in Glasgow ausgewählt.
1901 schrieb Zaida einen mit Celebrities Under the Camera überschriebenen Artikel für die Sunday Evening Post, in dem sie ihre Erfahrungen mit den von ihr porträtierten Personen schilderte. Zu diesem Zeitpunkt hatte sie bereits unter anderem Grover Cleveland, Franklin Roosevelt und Leonard Wood fotografiert. In der Septemberausgabe des New Yorker Metropolitan Magazine erschien ein weiterer Artikel von ihr mit dem Titel „The New Photography – What It Has Done and Is Doing for Modern Portraiture“, in dem sie ihre Arbeit als im Vergleich zu den meisten kommerziellen Fotografen eher künstlerisch, aber weniger radikal als einige der besser bekannten Kunstfotografen beschrieb. Das Ladies Home Journal erklärte Zaida im November des gleichen Jahres zu einer der führenden weiblichen Fotografen in Amerika. Zugleich begann sie eine Serie von sechs illustrierten Artikeln über fortgeschrittene Fotografie für Amateure im Saturday Evening Post.
Zaida Ben-Yusuf wurde im Dezember 1904 als Mitglied bei der Eröffnung des ersten American Photographic Salon geführt, obwohl ihre Teilnahmen an Ausstellungen bereits rückläufig waren. 1906 stellte sie ein Porträt in der dritten jährlichen Fotoausstellung im Worcester Art Museum in Massachusetts aus. Dies ist die späteste bekannte Ausstellung ihrer Werke zu ihren Lebzeiten.

## Reisen

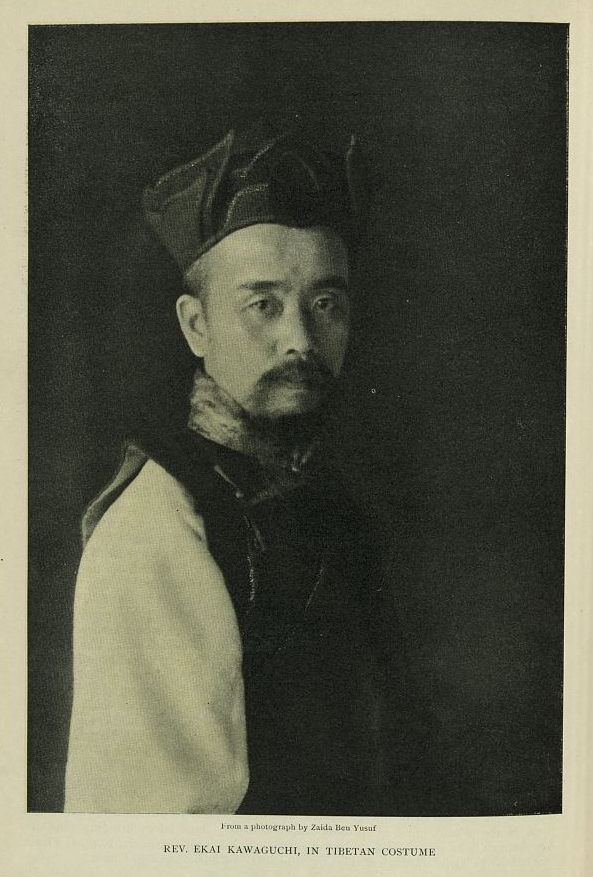
Der japanische buddhistische Mönch Ekai Kawaguchi (1866–1945) im Jahr 1904, fotografiert von Zaida Ben-Yusuf

1903 reiste Zaida Ben-Yusuf nach Japan und besuchte dort die Städte Yokohama, Kōbe, Nagasaki, Kyōto, wo sie auch ein Haus anmietete sowie Tokyo und Nikkō. Diese Reise bildet die Basis einer Serie von vier illustrierten Artikeln mit dem Titel Japan Through My Camera, die ab dem 23. April 1904 in der Saturday Evening Post veröffentlicht wurde. Im Februar 1905 erschien ihr Essay über Kyoto im Booklovers Magazine, und Leslie’s Monthly Magazine veröffentlichte einen illustrierten Artikel über Women in Japan. Sie schrieb außerdem über die Japanische Architektur – unter anderem nutzte im Januar 1906 die Autorin Katharine Budd einige Fotos von Ben-Yusuf für ihren Artikel im Architectural Record. Ben-Yusuf schrieb für das Magazin ebenfalls einen Artikel mit dem Titel The Period of Daikan, der im darauf folgenden Monat erschien.
1906 veröffentlichte sie drei Fotografien von einer Reise nach Capri in der Septemberausgabe der Photo Era und schrieb 1908 drei Essays über das Leben in England für die Saturday Evening Post. Sie kehrte im November 1908 nach New York zurück, zog aber bereits im folgenden Jahr wieder nach London. Das dortige Telefonbuch aus dem Jahr 1911 führt sie als Fotografin in Chelsea. 1912 schrieb Sadakichi Hartmann, dass Zaida die Fotografie aufgegeben habe und nun in Polynesien lebe.
Am 15. September kehrte Zaida Ben-Yusuf im Zuge des Ausbruchs des Ersten Weltkriegs und der deutschen Invasion in Frankreich von Paris nach New York zurück. Sie bewarb sich 1919 um die Einbürgerung, wobei sie als Beruf „Fotografin“ schrieb und sich um zehn Jahre jünger machte, als sie tatsächlich war. Sie reiste in den Folgejahren unter anderem nach Kuba (1920) und Jamaika (1921).

## Spätes Leben
1924 nahm Ben-Yusuf eine Anstellung beim Reed Fashion Service in New York City an und dozierte in lokalen Kaufhäusern über Modethemen. 1926 wurde sie zum Style-Director der Retail Millinery Association of New York ernannt und stieg dort später bis zum Director auf. Die um 1930 erstellten Zensus-Berichte zeigen, dass Zaida den Textildesigner Frederick J. Norris geheiratet hatte. Sie starb drei Jahre später im Methodist Episcopal Hospital in Brooklyn.

## Rettung vor dem Vergessen
Die Arbeiten von Zaida Ben-Yusuf waren ausschließlicher Gegenstand der Ausstellung Zaida Ben-Yusuf: New York Portrait Photographer in der Washingtoner National Portrait Gallery vom 11. April bis zum 1. September 2008. Der Kurator der Ausstellung, Frank H. Goodyear III., sagte dazu, dass er auf Ben-Yusuf aufmerksam geworden war, als er im Jahr 2003 mehr oder weniger zufällig zwei ihrer Fotografien entdeckte, die Daniel Chester French und Everett Shinn zeigten. Daraufhin wollte er mehr über eine Fotografin erfahren, die beinahe in Vergessenheit geraten wäre.
Goodyear vermutete, dass Sexismus dazu geführt haben könnte, dass Zaida Ben-Yusuf so wenig beachtet worden war, obwohl ihre Arbeiten erheblich dazu beigetragen haben, die Fotografie als ein Medium für künstlerischen Ausdruck zu entwickeln und zu etablieren. Die Geschichte der Fotografie tendierte bis dahin dazu, sich mehr auf die männlichen Fotografen wie Stieglitz zu konzentrieren, obwohl für eine Frau der Fotografenberuf zur Jahrhundertwende in New York als eine der wenigen Möglichkeiten galt, eine auch gesellschaftlich respektierte Karriere zu absolvieren.  Selbst in New York, eine vergleichsweise fortschrittliche Stadt, in der es zu Innovationen in Kunst, Wissenschaft, Journalismus und Politik auf breiter Front kam, war es für eine Frau schwierig, beruflich Fuß zu fassen und sich selbst zu versorgen. Ein weiterer Grund für das Vergessen von Ben-Yusuf's Arbeiten liegt darin, dass sie es zu Lebzeiten versäumt hat, einen Großteil ihrer Werke einer einzigen Institution zu übergeben. So sind ihre Fotografien weit verstreut und es ist schwierig, genügend Beispiele für ihre Leistungen zusammenzutragen und sie damit passend historisch einzuordnen und zu bewerten. Die Ausstellung im Smithsonian präsentierte die Arbeiten von Ben-Yusuf einem breiten Publikum und etablierte sie damit als Schlüsselfigur in der Geschichte der künstlerischen Fotografie neu.